# راؤول بينياراندا
راؤول بينياراندا (بالإسبانية: Raúl Peñaranda)‏ هو لاعب كرة قدم كولومبي في مركز الهجوم، ولد في 2 مايو 1991 في سانتا مارتا في كولومبيا. لعب مع أتلتيكو جونيور.

## وصلات خارجية
- راؤول بينياراندا على موقع قاعدة بيانات كرة القدم.إي يو (الإنجليزية)
- راؤول بينياراندا على موقع Soccerway.com (الإنجليزية)
- راؤول بينياراندا على موقع AS.com (الإسبانية)